# The Sporting Chance
Pour plus de détails, voir Fiche technique et Distribution.
The Sporting Chance est un film muet américain réalisé par Oscar Apfel, sorti en 1925.

## Synopsis
Pat Winthrop se fiance avec Bob Shelby, un sudiste qui possède Kentucky Boy, un cheval inscrit au Nassau Handicap. Pour éviter que son père n'aille en prison, Pat rompt plus tard ses fiançailles avec Bob et accepte la proposition de Darrell Thornton. Bob doit de l'argent à Thornton et, la veille du handicap, Thornton attache Kentucky Boy. Bob vole le cheval dans son box et le jockey de Bob le conduit à la victoire. Le prix gagné sauve le père de Pat de prison et permet à Bob de rembourser Thornton. Pat et Bob se marient.

## Fiche technique
- Titre original : The Sporting Chance
- Réalisation : Oscar Apfel
- Scénario : John P. Bernard
- Société de production : Tiffany Productions
- Société de distribution : Truart Film
- Pays d'origine :  États-Unis
- Langue originale : anglais
- Format : Noir et blanc  — 35 mm — 1,37:1 — Film muet
- Genre : drame
- Durée : 70 minutes
- Dates de sortie : États-Unis : 21 juin 1925

## Distribution
- Lou Tellegen : Darrell Thornton
- Dorothy Phillips : Patricia Winthrop
- George Fawcett : Caleb Winthrop
- Theodore von Eltz : Robert Selby
- Sheldon Lewis : Michael Collins